# José de Bayona y Chacón
José de Bayona y Chacón, Fernández de Córdoba y Castellón (La Habana, Cuba, 21 de julio de 1676 - La Habana, Cuba, 11 de enero de 1759), fue el I conde de Casa Bayona.

## Síntesis biográfica
Nació en La Habana el 21 de julio de 1676 y fue bautizado en la Parroquial Mayor de San Cristóbal de esta ciudad el 5 del mes siguiente, fueron sus padres el Capitán Antonio Bayona y Fernández de Córdoba y Manuela Teresa Chacón y Castellón. Sus abuelos paternos, el Capitán Antonio Bayona de Villanueva y Isabel Fernández de Córdoba, así como sus abuelos maternos lo fueron Gonzalo Chacón y Castellón y Leonor Castellón y Mexías.
Fue Alférez Mayor y alcalde Ordinario de La Habana entre los años 1719 y 1720, 1724 y 1726. Obtuvo el título de Conde de Casa Bayona, por compra en 20 000 ducados a la Ciudad de Fuenterrabía, Guipúzcoa, por Real Despacho de 19 de agosto de 1721, con el vizcondado previo de San Blas. Fundó la ciudad de Santa María del Rosario el 25 de enero de 1733, previa Real Cédula de 4 de abril de 1728 firmada en San Ildefonso por el Rey de España Felipe V. Fue su I señor, justicia mayor y teniente a guerra de dicha ciudad y su territorio.
Casó dos veces en la Parroquial Mayor de San Cristóbal, la primera el 26 de mayo de 1698 con su prima segunda, por su rama materna, Luisa Chacón y Castellón, Castellón y Mexías, nacida el 21 de abril de 1676 y bautizada en dicha Parroquial Mayor el 16 de mayo siguiente, hija está de su abuelo Gonzalo Chacón y Castellón. Luisa testó el 18 de diciembre de 1715 ante el escribano Miguel Hernández Arturo y su defunción se encuentra en la referida parroquia a 29 de septiembre de 1728, siendo enterrada el propio día en la capilla mayor de Nuestra Señora del Rosario del Convento de los Padres Dominicos de esta ciudad. 
En segundas nupcias, el 10 de junio de 1731, fueron desposados de palabra por el presbítero Pedro Ygnacio de Torres-Ayala Quadros (tío de su madre), canónigo magistral de la Santa Iglesia Catedral de Santiago de Cuba y juez procurador, vicario general por Sede Vacante en esta ciudad de La Habana, estando presente el teniente de cura Pedro Damián Correa, con su sobrina nieta (parentesco de 1.° con 2.° grado de afinidad, 1.° con 3.° = 2.° con 3.° = 3.° con 4.° grado de consanguinidad), y sobrina de su primera consorte, María Josefa Teresa Chacón y Torres, Castellón y Bayona, quien nació el 26 de noviembre de 1709, siendo bautizada el 5 de diciembre siguiente -hija de Félix Chacón y Castellón, natural de La Habana, alcalde de esta ciudad en 1723 y 1735, teniente coronel de los Reales Ejércitos y de Tomasa María de Torres-Ayala y Bayona-. María Josefa testó el 11 de febrero de 1780 ante Francisco Xavier Rodríguez, y su defunción se encuentra en la parroquial de San Cristóbal a 28 de abril de 1788, siendo enterrada el propio día en la Capilla Mayor de Nuestra Señora del Rosario del Convento de los Padres Dominicos de esta ciudad.
El I Conde de Casa Bayona, hizo testamento el 8 de diciembre de 1757 ante el Escribano de Su Majestad, público y del número de la ciudad de La Habana don Antonio Ponce de León, falleciendo a la edad de 83 años, en La Habana el, 11 de enero de 1759, fue enterrado al día siguiente en la Capilla Mayor de Nuestra Señora del Rosario del Convento de los Padres Dominicos de esta ciudad. Sin descendencia de ambos matrimonios nombra, por dicho testamento en su cláusula once, como único y universal heredero a su “…sobrino y hermano de afinidad…” (sobrino segundo o sobrino nieto) Francisco José Chacón y Torres, quien a su vez era su cuñado, hermano de María Josefa Teresa, y sobrino de Luisa Chacón y Castellón.